# ما (مجموعه تلویزیونی)
ما (انگلیسی: Us) یک مینی‌سریال کمدی-درام ۴ قسمتی است که در سال ۲۰۲۰ از بی‌بی‌سی وان پخش شد.

## بازیگران
- تام هالندر
- ساسکیا ریوز
- تام تیلور
- ایان د کسکر
- جینا برامهیل
- تادیا گراهام
- سوفی گرابول
- شارلوت اسپنسر